# الهيئة التونسية للاستثمار
الهيئة التونسية للاستثمار (TIA) هي هيئة عمومية تتمتع بالشخصية المعنوية والاستقلالية الإدارية والمالية ومقرّها الاجتماعي بتونس العاصمة تم إحداثها سنة 2017 في إطار تطبيق قانون الاستثمار. وتضطلع الهيئة بتسهيل إجراءات المستثمرين التونسيين والأجانب بالنسبة للمشاريع الاستثمارية التي تفوق قيمتها 15 مليون دينارا تونسيا والمشاريع ذات الأهمية الوطنية.
والهيئة التونسية للاستثمار هي المخاطب الوحيد للمستثمرين التونسيين والأجانب. وتضطلع بالتعاون مع شركائها بدور محوري للمساهمة في إنجاز المشاريع الاستثمارية من خلال توفير المعلومات الضرورية وتسهيل الإجراءات وتقديم الإحاطة الضرورية. ولذلك تقوم الهيئة أساسا ب:
- إعلام المستثمرين بالإطار القانوني والمؤسساتي للاستثمار
- تقديم الاستشارات للمستثمر طوال فترة الاستثمار
- التنسيق مع كافة الأطراف المعنية والمؤسسات المختصة لتسهيل بعث المشاريع الاستثمارية
- تزويد المستثمر بإحاطة خاصة
- مرافقة المستثمر في مشاريع التوسعة (الرعاية اللاحقة).

وترأس الهيئة اللجنة الوطنية لتقديم المنح والحوافز المالية، والتي تبت في طلبات الحوافز المقدمة بالنسبة للمشاريع التي تفوق كلفتها الاستثمارية 15 مليون دينارا تونسيا والمشاريع ذات الأهمية الوطنية.
كما تشغل الهيئة الكتابة القارة للمجلس الأعلى للاستثمار والذي أنشئ بموجب القانون عدد 71 لسنة 2016 برئاسة الحكومة، ويترأسه رئيس الحكومة ويتألف من الوزراء المعنيين بالاستثمار.
هذا وتمنح الهئة كافة خدماتها عن بعد عبر البوابة الإلكترونية للاستثمار.
- التصريح بالاستثمار
- التكوين القانوني للشركات
- التقدم بطلب للحصول على الحوافز
- المشاريع ذات الأهمية الوطنية
- طلب الحصول على التراخيص
- طرح استفسارات[1][2]